# Лимонник
Лимо́нник, или шизандра, или  схизандра (лат. Schisándra) — род листопадных или вечнозелёных растений семейства Лимонниковые (Schisandraceae).
В России в естественных условиях встречается только один вид — Лимонник китайский (Schisandra chinensis) — листопадная двудомная лиана, ценное лекарственное растение, произрастающее на российском Дальнем Востоке в Приморском, Амурской области и Хабаровском краях и в Сахалинской области. Как лекарственное сырьё используется как сама лиана, так и плод лимонника. Длина лианы — до 10—15 м в благоприятных условиях. Опыляются преимущественно галлицами и трипсами. 

## Ботаническое описание
Цветки двудомные. Околоцветник венчиковидный, 6—9-листный. Тычиночные цветки с пятью тычинками, нити которых чрезвычайно коротки и слиты в короткую толстую колонку, гнёзда пыльников всей длиной спаянные со связником и раскрывающиеся продольной щелью, связники же попарно сросшиеся спинками. Пестичные цветки лишены следов тычинок, цветоложе на очень короткой ножке почти цилиндрическое, густо одетое пестиками. Завязи двугнездны; рыльца косые, толстые, широкие, по внутреннему краю два узких гребешка. Семяпочки в каждом гнезде по одной, висячие.

## Виды
Род насчитывает от 14 до 23 видов, из которых в естественных условиях лишь один вид встречается в Северной Америке.
- Schisandra arisanensis Hayata
- Schisandra bicolor W.C.Cheng
- Schisandra chinensis (Turcz.) Baill. — Лимонник китайский
- Schisandra glabra (Brickell) Rehder
- Schisandra glaucescens Diels — Лимонник серопепельный
- Schisandra grandiflora (Wall.) Hook.f. & Thomson — Лимонник крупноцветковый
- Schisandra henryi C.B.Clarke — Лимонник Генри
- Schisandra lancifolia (Rehder & E H.Wilson) A.C.Sm.
- Schisandra nigra Maxim.
- Schisandra plena A.C.Sm.
- Schisandra propinqua (Wall.) Baill. — Лимонник родственный
- Schisandra pubescens Hemsl. & E.H.Wilson — Лимонник опушённый
- Schisandra repanda (Siebold & Zucc.) Radlk.
- Schisandra rubriflora Rehder & E.H.Wilson — Лимонник красноцветковый
- Schisandra sphenanthera Rehder & E.H.Wilson — Лимонник конусотычинковый

|                                                                                       |  |  |
| Слева направо: Цветки лимонника красноцветкового. Плоды и семена лимонника китайского |  |  |